# Pancho (dessinateur)
Pour les articles homonymes, voir Pancho.
Francisco Graells, dit Pancho, est un dessinateur de presse et caricaturiste né le 9 avril 1944 à Caracas, au Venezuela. Il collabore au Canard enchaîné et a également publié ses dessins au Monde, au New York Review of Books et au Guardian.

## Biographie
Francisco Graells est né en 1944 à Caracas d'un père vénézuélien et d'une mère uruguayenne. En 1951 il part à Montevideo avec sa mère. 
En 1968, à l’âge de 24 ans, il publie ses premières caricatures dans l’hebdomadaire Marcha. 
Il poursuit sa collaboration dans de nombreux journaux uruguayens et prend la co-direction de l’hebdomadaire d’humour La Balota en 1971. En 1973 à la suite du coup d'État militaire, Pancho part pour Buenos Aires et publie dessins et bandes dessinées dans le journal Noticias, les magazines Crisis et Satiricón.
En 1975, au Venezuela, le journal El Nacional lui confie pendant huit ans les caricatures de politique internationale.
Pancho devient ensuite directeur artistique du magazine d’économie Numero de 1980 à 1983. Ses caricatures sont diffusées aux États-Unis par l’agence Cartoonists & Writers Syndicate de New York diffuse ses caricatures.
Il s'installe en France en 1983. Il travaille régulièrement dans Le Monde diplomatique, Lire, Le Magazine littéraire, The Herald Tribune, Le Monde de la musique ; avec plus d'assiduité encore dans Le Canard enchaîné et Le Monde.
Son travail de peintre a été présenté du 17 septembre au 6 novembre 2009 à la Maison de l'Amérique latine à Paris.

## Œuvres
- Francisco Herrera Luque (ill. Pancho Graells), Boves : el urogallo, Barcelone, Espagne, Pomaire, 1980, 12e éd., 342 p., 21 cm (ISBN 84-286-0556-4)
- C'est parti !, Paris, Art International Publishers, 1993, 108 p., 26,2 x 23,2 cm (ISBN 978-2-910192-00-6)
- Avec Omar Prego, Pancho y más Pancho, Montevideo, Uruguay, Brecha et Trilce, 1994, 88 p., 21 x 22 cm (ISBN 9974-32-084-4)
- Signes et Figures, Paris, Galaade, coll. « Beaux livres », 15 septembre 2009, 96 p., 23,2 x 31 cm (ISBN 978-2-35176-087-1)
- Un monde de brut (préf. André Rollin), Paris, Baker Street, 23 janvier 2015, 146 p., 24,5 x 21 cm (ISBN 978-2-917559-55-0)